# Мид (Колорадо)
Мид (енгл. Mead) град је у америчкој савезној држави Колорадо.

## Демографија
По попису из 2010. године број становника је 3.405, што је 1.388 (68,8%) становника више него 2000. године.
| Група             | 2000.         | 2010.         |
| Белци             | 1.844 (91,4%) | 2.963 (87,0%) |
| Афроамериканци    | 3 (0,1%)      | 7 (0,2%)      |
| Азијати           | 10 (0,5%)     | 48 (1,4%)     |
| Хиспаноамериканци | 140 (6,9%)    | 320 (9,4%)    |
| Укупно            | 2.017         | 3.405         |